# Грызавино
Грыза́вино — деревня в Бережанской волости Островского района Псковской области.

## География
Расположена на южном приграничье города Остров. На юге примыкает деревня Грызавино-1, в 3 км к юго-западу находится деревня Грызавино-2.

## Население
| 2001 | 2002 | 2010 |
| ---- | ---- | ---- |
| 74   | ↘64  | ↘47  |

Численность населения деревни по состоянию на 2000 год составляла 74 жителя.